# Équipe de Tunisie de volley-ball en 1967
La saison 1967 de l'équipe de Tunisie de volley-ball est marquée par le premier championnat d'Afrique organisé à Tunis. La Tunisie parvient à décrocher le titre continental ainsi que le titre du championnat maghrébin mais rate le podium des Jeux méditerranéens organisés à Tunis.

## Matchs
| Date              | Lieu  | Adversaire | Score | Durée | Compétition | Meilleur marqueur | Référence |
| 1967              | Tunis | Guinée     | 3-0   | -     | CHAN        | -                 |           |
| 1967              | Tunis | Libye      | 3-0   | -     | CHAN        | -                 |           |
| 1967              | Tunis | Algérie    | 3-0   | -     | CHAN        | -                 |           |
| 16 septembre 1967 | Tunis | Italie     | 0-3   | -     | JM          | -                 |           |
| septembre 1967    | Tunis | Liban      | 1-3   | -     | JM          | -                 |           |
| septembre 1967    | Tunis | Turquie    | 0-3   | -     | JM          | -                 |           |

CHMA : match du championnat maghrébin 1967 ;
CHAN : match du championnat d'Afrique 1967 ;
JM : match des Jeux méditerranéens 1967.

## Sélections
Sélection pour le championnat d'Afrique 1967
Behi Ouaiel, Naceur Ben Othman, Samir Lamouchi, Noureddine Ben Slimène, Abdelaziz Boussarsar, Mustapha Annabi, Mohamed Ben Cheikh, Zarrouk[Qui ?], Hédi Boullia, Baceau[Qui ?], Boussarsar[Qui ?]
Entraîneur :  Ernö Henning